# Кук, Томас, 4-й граф Лестер
Томас Уильям Кок, 4-й граф Лестер (англ. Thomas William Coke, 4th Earl of Leicester; 9 июля 1880 — 21 августа 1949) — британский пэр и армейский офицер, носивший титул учтивости — виконт Кук с 1909 по 1941 год.

## Ранняя жизнь
Родился 9 июля 1880 года. Старший сын Томаса Уильяма Кока, 3-го графа Лестера (1848—1941), и достопочтенной Элис Эмили Уайт (1855—1936). Получив образование в Итоне и Сандхерсте, он поступил в шотландскую гвардию кадетом и 21 февраля 1900 года получил звание младшего лейтенанта.

## Военная карьера
Кокс был откомандирован для участия в Второй англо-бурской войне в Южной Африке 26 ноября 1901 года и получил звание лейтенанта 10 января 1902 года . После окончания войны в июне 1902 года он вернулся с большинством солдат гвардейских полков на борту парохода SS Lake Michigan, прибывшего в Саутгемптон в октябре 1902 года. 13 апреля 1905 года он получил половинную зарплату из-за болезни, но вернулся в строй 8 ноября 1905 года.
Кокс был произведен в капитаны 14 марта 1906 года. Он подал в отставку 6 марта 1909 года, после того как его отец унаследовал графство, и он стал очевидным наследником; его дядя Джон, тогда лейтенант гвардии, получил звание капитана вместо него. 1 октября 1909 года он был назначен лейтенантом Норфолкского йоменского полка. Сделан капитаном Генерального резерва офицеров 4 июня 1911 года, он сдал свою комиссию в Генеральном резерве 10 июля 1912 года, чтобы вернуться в Шотландскую гвардию в качестве капитана. Он служил в гвардии во время Первой мировой войны. 1 мая 1917 года он был назначен адъютантом.

## Дальнейшая жизнь
Кокс был также кавалером Ордена Святого Иоанна и мировым судьей Норфолка. Он был талантливым скрипачом. Он сменил своего отца на посту графа Лестера в 1941 году и был назначен лордом-лейтенантом Норфолка в 1944 году. Он умер в 1949 году, и ему наследовал его старший сын Томас.
Запись, сделанная его дочерью, леди Сильвией, в возрасте 90 лет, рассказывающая историю Холкем-холла, является примером консервативного произношения английского языка в Британской библиотеке.

## Семья
Лестер был женат 2 декабря 1905 года на Марион Гертруде Трефузис (3 августа 1882 — 23 ноября 1955), дочери достопочтенного полковника Уолтера Трефузиса и леди Мэри Монтегю-Дуглас-Скотт. (Полковник Трефузис был сыном 19-го лорда Клинтона, а леди Мэри была дочерью 5-го герцога Баклю). У них было пятеро детей:
- Достопочтенная Анджела Мэри Кук (6 ноября 1906 — декабрь 1906)
- Майор Томас Уильям Эдвард Кук, 5-й граф Лестер (16 мая 1908 — 3 сентября 1976)
- Леди Сильвия Беатрис Кук (19 октября 1909 — октябрь 2005)
- Достопочтенный Дэвид Артур Кук (4 декабря 1915 — 9 декабря 1941)
- Леди Кэтрин Мэри Кук (7 марта 1920 — 6 октября 1993), дама опочивальня королевы Елизаветы, королевы-матери.

Связь с Трефузисом отразилась на более поздних поколениях. Старшая дочь 5-го графа обручилась с Джонни Элторпом, впоследствии отцом Дианы, принцессы Уэльской. Его отец возражал против брака по причине «бешеной крови», имея в виду находящихся в учреждении родственников королевы, и помолвка была расторгнута. (Намного позже директор Детского научно-исследовательского института Мердока предположил, что генетическое заболевание в семье Хепберн-Стюарт-Форбс-Трефузис могло привести к гибели членов семьи мужского пола в раннем детстве и вызвать трудности с обучением у женщин). Она вышла замуж за аристократа и предпринимателя Колина Теннанта и известна как Энн Теннант, баронесса Гленконнер.

## Награды и должности
- Кавалер Справедливости Ордена Святого Иоанна
- Медаль королевы Южной Африки
- Звезда 1914—1915
- Британская военная медаль
- Медаль Победы в Первой мировой войне
- Заместитель лейтенанта Норфолка
- Лорд-лейтенант Норфолка[англ.] (1944—1949)
- Мировой судья Норфолка